# Teacher’s
Teacher’s – marka szkockiej whisky, produkowana w Glasgow przez Beam Inc.

## Historia
W 1830 roku, William Teacher skorzystał z prawa do wyrobu alkoholu we własnym domu i rozpoczął produkcję własnej whisky. Od 1832 roku sprzedawał ją w sklepie swojej żony w Glasgow. W 1856 roku, z pomocą swoich synów, otrzymał licencję na handel alkoholami i otworzył własny sklep. Po śmierci Williama Teachera w 1876 roku, jego biznes przejęli synowie. W 1898 Teacher’s stał się właścicielem destylarni Ardmore, która dostarczała whisky single malt do blendowanych whisky tej marki. W związku z rosnącą popularnością szkockiej typu blended, następnym zakupionym zakładem była destylarnia Glendronach, kupiona w 1957 roku. Kolejnym krokiem była budowa zakładu w Glasgow, gdzie blendowano i butelkowano whisky Teacher’s. Do 1991 roku siedziba firmy mieściła się przy St. Enoch Square. Obecnie, budynek nosi nazwę Teachers Building, i jest centralą Institution of Engineering and Technology w Szkocji.

## Skład
Teacher’s składa się w 45% z whisky single malt. Głównie pochodzi ona z zakładu w Ardmore, ale poza nią do mieszanki stosuje się ponad 30 innych whisky single malt.